# 雷弗倫斯峰
67°15′S 50°29′E / 67.250°S 50.483°E
雷弗倫斯峰是南極洲的山峰，位於阿蒙森灣以南6公里，處於韋勒山和霍靈斯沃斯山之間，海拔高度1,030米，該山峰在1956年10月由澳大利亞的探險隊發現。